# 한국미래농업고등학교
한국미래농업고등학교(韓國未來農業高等學校)는 대한민국 경상북도 상주시 모동면 덕곡리에 있는 공립 고등학교이다.

## 학교 연혁
- 1967년 11월 27일 : 중모상업고등학교 설립 인가(3학급)
- 1975년 3월 1일 : 중모종합고등학교로 교명 변경(보통과 3학급, 상업과 3학급)
- 2010년 6월 24일 : 다목적 강당(백화관) 준공
- 2012년 3월 1일 : 중모고등학교로 교명 변경
- 2017년 9월 21일 : 농업계 특성화고등학교 전환 확정(2022. 3. 1. 개교 예정)
- 2019년 6월 19일 : 학교내 국유지(하천) 매입(1,187m2)
- 2020년 2월 16일 : 이동형 교실 이전 완료, 증개축 공사 시작
- 2020년 3월 1일 : 특성화고등학교 지정·고시
- 2021년 1월 8일 : 제51회 중모고등학교 졸업 (14명 총 4,565명)
- 2021년 9월 1일 : 한국미래농업고등학교 자영농업고등학교 지정·고시
- 2022년 3월 1일 : 한국미래농업고등학교 개교
- 2022년 3월 2일 : 한국미래농업고등학교 입학식(72명)
- 2024년 3월 1일 : 제31대 민익식 교장 부임
- 2024년 3월 4일 : 한국미래농업고등학교 입학식(51명)

## 설치 학과
- 스마트식물산업과
- 미래농업경영과
- 스마트동물산업과
- 미래곤충산업과

## 참고 자료
- 한국미래농업고등학교 - 한국교육학술정보원 학교알리미